# Campo de concentración de Bardufoss
El campo de concentración de Bardufoss fue un campo de concentración fundado por las autoridades nazis en la Noruega ocupada durante la Segunda Guerra Mundial. Se ubicó en el pueblo de Bardufoss al norte de Noruega, como un anexo al campo de concentración de Grini.
Fue inaugurado en marzo de 1944 para aliviar el desbordamiento de los otros campos, en particular, los de Grini y Falstad. Situado en un entorno muy frío, era conocido por su régimen de trabajo duro, raciones escasas y albergue inadecuado. Se estima que unos 800 prisioneros pasaron por este campo y, cuando fue liberado, 550 reclusos se encontraban en él.